# حدري حنتول
حدري محمد ضيف الله حنتول مواليد 22 أكتوبر 1998 في السعودية، هو لاعب كرة قدم سعودي يلعب لنادي رضوى.

## مسيرة اللاعب
لعب في نادي النجوم ونادي الرياض ونادي جدة ونادي السد ونادي عفيف ونادي الشرق ونادي رضوى.

## الحياة الشخصية
حدري هو ابن أخ اللاعب عماد حنتول.